# Albuquerque (Neil Young)
Albuquerque is een lied dat werd geschreven door Neil Young. Hij bracht het in 1973 uit op zijn album Tonight's the night.

## Tekst en muziek
Het nummer vormt een rustige afwisseling tussen de ruigere nummers op het album. In deze tijd moesten de deelnemende musici nog bijkomen van het verlies van zowel Crazy Horse-gitarist Danny Whitten als roadie Bruce Berry, beide om het leven gekomen door overdosis heroïne. Voor een deel van fans is dit album het beste uit zijn carrière.
Albuquerque is een elektronisch rocknummer waarin er veel plaats is voor de steelgitaar van Ben Keith en het pianogeluid van Nils Lofgren. De solo door Keith wordt halverwege overgenomen door de mondharmonica van Young. Het refrein bestaat uit het zingen van Albuquerque, met lange uithalen van de letter "A".
Het nummer gaat over een gepland vertrek naar Santa Fe. Als diepere betekenis van het nummer wordt in een recensie van Rolling Stone verwezen naar drugsgebruik en een plek waar ze high kunnen worden. De keuze valt in dat geval op Albuquerque. AllMusic ziet er juist Youngs verwijdering van het drugsmilieu in en maakt geen herinterpretatie van Youngs tekst. Volgens die recensie wordt de waardering voor de kleine dingen in het (drugsvrije) leven bezongen, zoals een maaltijd met een gebakken ei met boerenham en een kop koffie.

## Covers en waardering
Het muziekblad Rolling Stone gaf de versie van Young in 2015 een notering in de The 10 Best Neil Young Deep Cuts, ofwel de top van zijn liedjes die vrijwel alleen door fans worden gewaardeerd.
Er verschenen enkele covers van het nummer. Voorbeelden zijn van de Canadese rockband Treble Charger (Borrowed tunes, 1994), de Noorse band Motorpsycho & Friends (The tussler, 1996) en de Amerikaanse band The Walkabouts (This note's for you too, 1999).